# Quantum of Solace (soundtrack)
Quantum of Solace is de originele soundtrack van de tweeëntwintigste James Bond-film van EON Productions uit 2008 met dezelfde naam. Het album werd uitgebracht in 2008 door J Records.
De originele filmmuziek werd gecomponeerd door David Arnold. De opnamen vonden plaats in de AIR Lyndhurst Hall en de Abbey Road Studios. De muziek werd georkestreerd en gedirigeerd door Nicholas Dodd. Voor Arnold was dit officieel James Bond-soundtrackalbum zijn vijfde op rij die hij maakte voor een Bondfilm en (voorlopig) zijn laatste. De titelsong "Another Way to Die" werd gezongen door Jack White en Alicia Keys. Hiermee is het nummer "Another Way to Die" het eerste duet uit de geschiedenis van de James Bond-titelsongs. Het nummer werd geschreven door White.

## Muzikanten
Muzikanten filmmuziek:
- Charango - Mauricio Venegas-Astoria
- Gitaar - David Arnold, Mitch Dalton en Toby Pitman
- Mandoline - Matt Robertson en Mitch Dalton
- Panfluit - Andy Findon
- Percussie - Pete Lockett.

Muzikanten titelsong:
- Basgitaar - Jack Lawrence
- Cello - Linday Smith-Trostle
- Contrabas - Michael Rinne
- Drums en Gitaar - Jack White
- Hoorn - Jack Hale, Tom McGinley en Wayne Jackson
- Piano - Laura Matula
- Viool - Lyndsay Pruett
- Zang Jack White en Alicia Keys.

## Nummers
| Nr. | Titel                                         | Duur                      |
| --- | --------------------------------------------- | ------------------------- |
| 1   | Time to Get Out                               | 3:28                      |
| 2   | The Palio                                     | 4:59                      |
| 3   | Inside Man                                    | 0:38                      |
| 4   | Bond in Haïti                                 | 0:35                      |
| 5   | Somebody Wants to Kill You                    | 2:17                      |
| 6   | Greene & Camille                              | 2:13                      |
| 7   | Pursuit at Port au Prince                     | 5:58                      |
| 8   | No Interest in Dominic Greene                 | 2:44                      |
| 9   | Night at the Opera                            | 3:02                      |
| 10  | Restrict Bond's Movements                     | 1:31                      |
| 11  | Talamone                                      | 0:34                      |
| 12  | What's Keeping You Awake                      | 1:40                      |
| 13  | Bolivian Taxi Ride                            | 0:49                      |
| 14  | Field Trip                                    | 0:41                      |
| 15  | Forgive Yourself                              | 2:26                      |
| 16  | DC3                                           | 1:15                      |
| 17  | Target Terminated                             | 3:53                      |
| 18  | Camille's Story                               | 3:58                      |
| 19  | Oil Fields                                    | 2:29                      |
| 20  | Have You Ever Killed Someone?                 | 1:32                      |
| 21  | Perla de las Dunas                            | 8:07                      |
| 22  | The Dead Don't Care About Vengeance           | 1:14                      |
| 23  | I Never Left                                  | 0:40                      |
| 24  | Another Way to Die – Jack White & Alicia Keys | 4:23                      |
| 25  | "Crawl end Crawl"                             | 3:23 (bonustrack I-tunes) |

## Hitnoteringen
Another Way to Die – Jack White & Alicia Keys
| Jaar | Hitlijst                 | Hoogste positie |
| ---- | ------------------------ | --------------- |
| 2008 | Tipparade                | 2               |
| 2008 | Mega Top 100             | 48              |
| 2008 | Ultratop 50 (Vlaanderen) | 10              |
| 2008 | Billboard Hot 100        | 81              |